# درخت گفتگو

نمونه‌ای از یک درخت گفتگوی ساده

درخت گفتگو (انگلیسی: Dialogue tree)، درخت دیالوگ، یا درخت مکالمه (به انگلیسی: conversation tree)، یک مکانیک گیم‌پلی می‌باشد که در سراسر بسیاری از بازی‌های ماجراجویی (شامل بازی‌های اکشن ماجراجویی) و بازی‌های نقش‌آفرینی استفاده شده‌است. در زمان تعامل با یک شخصیت غیرقابل‌بازی، به بازیکن حق انتخاب داده می‌شود که چه چیزی بگوید و انتخاب های بعدی را تا پایان مکالمه انجام می‌دهد. ژانرهای خاص بازی‌های ویدئویی مانند رمان‌های تصویری و شبیه‌سازهای دوستیابی، تقریباً به‌طور کامل پیرامون این تعاملات شخصیت‌ها و گفتگوهای شاخه‌ای می‌چرخد.